# 폴링 다운
《폴링 다운》(영어: Falling Down)은 미국에서 제작된 조엘 슈매커 감독의 1993년 심리 스릴러 영화이다. 마이클 더글러스 등이 출연하였고, 아널드 코펄슨 등이 제작에 참여하였다.

## 출연진
- 마이클 더글러스
- 로버트 듀발
- 바버라 허시
- 레이철 티코틴
- 튜즈데이 웰드
- 프레더릭 포러스트
- 로이스 스미스
- 마이클 폴 챈
- 레이먼드 J. 배리
- D. W. 모펏
- 스티브 박
- 말로 토머스
- 디디 파이퍼
- 본디 커티스홀
- 제임스 모리슨

## 기타 제작진
- 공동 제작: 단 콜스루드
- 배역: 매리언 도허티
- 미술: 바버라 링
- 의상: 말린 스튜어트